# 林雲同
林雲同（1500年—1577年），字汝雨，號退齋，福建興化府莆田縣城内后埭（今荔城区鎮海街道英龙社区）人，明朝政治人物。

## 生平
嘉靖五年（1526年）丙戌科進士。選庶吉士，六年十一月改戶部主事，榷稅九江，七年四月与刑部郎中祁敕主考广西乡试，升礼部署员外郎，十二年二月轉浙江提學僉事，復除河南佥事，十九年九月升广东副使，二十二年十一月升浙江右参政，二十四年四月升湖广按察使，累遷浙江左布政使。二十七年三月，晉都察院右副都御史、巡撫湖廣。二十九年二月因与云南道御史李廷春互行攻讦，俱令回籍听勘。后三年勘覆两皆无实，诏以其虚词忿讦，俱革职闲住。
隆慶元年（1567年）二月起為刑部左侍郎，十月升南京都察院右都御史，三年正月升南京工部尚書，四年七月五疏乞休归。
萬曆年間，復召為南京刑部尚書，不久即予歸。卒贈太子少保，諡端簡。

## 家族
子林諧。

## 交遊
隆庆三年（1569年），林雲同與同鄉致仕南京工部尚书康大和、潮州知府陳敘、云南知府郑弼、衡州知府林允宗、广东布政司参议雍澜、南京户部主事柯维骐、长芦盐运使林汝永，举逸老会，时称“莆田八老会”，又称“八仙会”。

## 著作
著有《读书园诗集》等。